# Ceropegia ensifolia
Ceropegia ensifolia là một loài thực vật có hoa trong họ La bố ma. Loài này được Bedd. mô tả khoa học đầu tiên năm 1864.